# Doug Marlette
Doug Marlette (* 6. Dezember 1949 in Greensboro, North Carolina; † 10. Juli 2007 bei Holly Springs, Mississippi) war ein US-amerikanischer Karikaturist und Schriftsteller.
Er studierte an der Florida State University. Er und seine Ehefrau Melinda lebten hauptsächlich in Tulsa, Oklahoma und in Hillsborough in North Carolina. Er starb bei einem Autounfall in der Nähe von Holly Springs, Mississippi.

## Karikaturist
Er arbeitete für die folgenden Zeitungen: The Charlotte Observer (1972–1987), The Atlanta Journal-Constitution (1987–1989), New York Newsday (1989–2002), The Tallahassee Democrat (2002–2006), and Tulsa World (2006–2007).
Er schrieb und zeichnete den in verschiedenen amerikanischen Zeitungen veröffentlichten Comic Kudzu, den er 1981 zum ersten Mal veröffentlichte. Marlette arbeitete mit Bland Simpson und Jack Herrick von den Red Clay Ramblers zusammen und machte aus dem Comic das gleichnamige Musical Kudzu, A Southern Musical.
Er gewann alle renommierten Preise für Karikaturisten in den USA, darunter den Pulitzer Prize for Editorial Cartooning (1988), den National Headliner Award für durchweg herausragende Karikaturen (dreimal), den Robert F. Kennedy Memorial Award für Karikaturen (zweimal) und den ersten Preis im John Fischetti Memorial Cartoon Competition (zweimal). Er war der erste und einzige Karikaturist, der den Nieman Fellowship der Harvard-Universität bekommen hat.
Seine Figur Kudzu und weitere Karikaturen wurden in 19 Bänden veröffentlicht.

## Autor
- 1991: In Your Face: A Cartoonist at Work (Sachbuch)
- 2001: The Bridge (Roman)
- 2006: Magic Time (Roman). Farras, Straus and Giroux, New York City 2006, ISBN 978-0-374-20001-5.